# アデア郡 (ミズーリ州)

アデア郡の位置

アデア郡 (Adair County) は、アメリカ合衆国ミズーリ州にある郡である。2000年現在の国勢調査では人口24,977人で、郡庁所在地はカークスヴィル (Kirksville) である。
郡は1841年に設立され、ケンタッキー州知事を務めたジョン・アデアにちなんで名付けられた。第18ミズーリ州上院地区 (代表ウェス・シューマイヤー）に属しており、並びに第1、第2ミズーリ州下院地区 (代表ブライアン・マズリンガー、レベッカ・マクラナハン) に属している。

## 地理
アメリカ合衆国統計局によると、この郡は総面積1,475km2 (569 mi2) である。このうち1,469 km2 (567 mi2) が陸地で、6 km2 (2 mi2) が水地域である。総面積の0.41%が水地域となっている。

### 隣接郡
- パットナム郡（北西）
- スカイラー郡（北）
- スコットランド郡（北東）
- ノックス郡（東）
- メイコン郡（南）
- リン郡（南西）
- サリバン郡（西）

### 主な幹線道路
- 国道63号線
- ミズーリ州道3号線
- ミズーリ州道6号線
- ミズーリ州道11号線
- ミズーリ州道149号線

## 人口動静

アデア郡の人口ピラミッド

2000年現在の国勢調査で、この郡は人口24,977人、9,669世帯、及び5,346家族が暮らしている。人口密度は17/km2 (44/mi2) である。7/km2 (19/mi2) の平均的な密度に10,826軒の住居が建っている。この郡の人種的構成は白人95.82%、アフリカン・アメリカン1.20%、先住民0.26%、アジア系1.39%、太平洋諸島系0.05%、その他の人種0.41%、及び混血0.88%である。人口の1.26%がヒスパニックまたはラテン系である。
9,669世帯のうち、25.20%が18歳未満の子供と一緒に生活しており、45.50%は夫婦で生活している。7.20%は未婚の女性が世帯主であり、44.70%は家族以外の住人と同居している。31.50%は独身の居住者が住んでおり、10.50%は65歳以上で独居である。1世帯の平均人数は2.29人であり、家庭の場合は2.90人である。
この郡内の住民は19.20%が18歳未満の未成年、18歳以上24歳以下が27.40%、25歳以上44歳以下が22.80%、45歳以上64歳以下が18.40%、及び65歳以上が12.30%にわたっている。中央値年齢は28歳である。女性100人ごとに対して男性は88.20人いる。18歳以上の女性100人ごとに対して男性は84.50人いる。
この郡の世帯ごとの平均的な収入は26,677米ドルであり、家族ごとの平均的な収入は38,085米ドルである。男性は26,323米ドルに対して女性は21,837米ドルの平均的な収入がある。この郡の一人当たりの収入 (per capita income) は15,484米ドルである。人口の23.30%及び家族の11.90%は貧困線以下である。全人口のうち18歳未満の16.80%及び65歳以上の12.00%は貧困線以下の生活を送っている。

## 都市および町村
都市
- ブラシェアー (Brashear, Missouri)
- グリーントップ (Greentop, Missouri)
- カークスヴィル (Kirksville, Missouri)
- ノヴィンガー (Novinger, Missouri)

村
- ギブズ (Gibbs, Missouri)
- ミラード (Millard, Missouri)

町（未編入領域）
- ヤーロウ (Yarrow, Missouri)

## 郡区
アデア郡は10の郡区に分かれている。
- ベントン（Benton）
- クレイ（Clay）
- リバティー（Liberty）
- モロー（Morrow）
- ニネヴェ（Nineveh）
- ペティス（Pettis）
- ポーク（Polk）
- ソルトリバー（Salt River）
- ウォルナット（Walnut）
- ウィルソン（Wilson）